# Bufferstrook (landbouw)
Een bufferstrook is een strook langs een landbouwperceel dat ingericht wordt met het oog op een verminderde afspoeling van gewasbeschermingsmiddelen of meststoffen naar waterlopen, heggen, houtkanten, etc. Ze dragen bij tot de groene dooradering van het landschap en door het inzaaien van specifieke zaadmengsels kunnen zij een geschikt biotoop vormen voor verschillende planten en dieren en zo de agrobiodiversiteit ondersteunen. Bufferstroken worden ook aangelegd om erosie te voorkomen of te verminderen.
In Vlaanderen kan een actieve landbouwer een ecoregeling aangaan met het Departement Landbouw en Visserij voor de aanleg van een bufferstrook.